# Irato
Irato is een Italiaanse muziekterm met betrekking tot de manier waarop een stuk of passage uitgevoerd dient te worden. Men kan de term vertalen als boos of als met woede. Dit betekent dus dat, als deze aanwijzing wordt gegeven, men zo zal moeten spelen dat deze emoties in de voordracht tot uitdrukking komen. Deze aanwijzing heeft dus vooral betrekking op de voordracht van een stuk en niet zozeer op het tempo of de dynamiek, waarvoor meestal ook nog aparte aanwijzingen gegeven worden. Echter kunnen bij de tenuitvoerbrenging van de aanwijzing wel enige wijzigingen in tempo en dynamiek voorkomen, afhankelijk van de interpretatie van de uitvoerend muzikant(en) en/of dirigent.